# Max Revel
Max Revel, seudónimo que empleaba Victor-Marie Revellière, fue un escritor, periodista y dramaturgo francés. Asimismo, dirigió el Théâtre Historique.
Firmó algunos vodeviles con el seudónimo «Victor Doucet», mientras que para otros textos se escudó tras el de «Max de Revel». Sin embargo, la mayor parte de sus artículos y panfletos los firmó con su principal alias.

## Obras
- Les petits mystères du jardin Mabille, por MM. Max Revel [Revelière] y J. [Jautard] Numa, 1844.
- Léonce, ou Propos de jeune homme : comédie en vaudevilles en tres actos, por MM. Bayard y Victor Doucet, 1838.
- Eugène Pierron
- Le Chevalier Kerkaradeck, comédie en vaudevilles en un acto, por MM. Roche y Max de Revel... [París, Palais-Royal, 5 de agosto de 1840.]
- Fechter (vaudeville)
- Laurentine
- La Terreur, histoire des tribunaux révolutionnaires
- Les théâtres de Paris-Delaunay, firmada como Max de Revel
- Grassot embêté

### Citas
1. ↑  Les auteurs déguisés de la littérature franç. au 19e s, Joseph-Marie Quérard
2. ↑  «Max Revel (18..-18..)» (en francés). Biblioteca Nacional de Francia. Consultado el 31 de julio de 2018.
3. ↑  La France littéraire, ou Dictionnaire bibliographique des savants, Joseph Marie Quérard